# Marsha
Marsha ist ein weiblicher Vorname. Er ist eine Variante des Namens Marcia.

## Namensträgerinnen
- Marsha Ambrosius (* 1977), englische R&B-Sängerin und Songwriterin
- Marsha Berger (* 1953), US-amerikanische Mathematikerin und Informatikerin
- Marsha Blackburn (* 1952), US-amerikanische Politikerin
- Marsha Stephanie Blake, US-amerikanische Schauspielerin jamaikanischer Herkunft
- Marsha Burns (* 1945), US-amerikanische Fotografin
- Marsha Cottrell (* 1964), US-amerikanische Künstlerin
- Marsha Dutton (* 1942), US-amerikanische Anglistin
- Marsha Garces (* 1956), US-amerikanische Produzentin
- Marsha Hudey (* 1990), kanadische Eisschnellläuferin
- Marsha Hunt (1917–2022), US-amerikanische Schauspielerin und Zeitzeugin
- Marsha Hunt (* 1946), US-amerikanische Sängerin, Schriftstellerin, Schauspielerin und Model
- Marsha Ivins (* 1951), US-amerikanische Astronautin
- Marsha P. Johnson (1945–1992), US-amerikanische LGBT-Aktivistin
- Marsha Jordan, US-amerikanische Schauspielerin und Erotik-Model
- Marsha Karlin († 2016), US-amerikanische Musikerin und Liedtexterin
- Marsha M. Linehan (* 1943), US-amerikanische Professorin für Psychologie
- Marsha Mason (* 1942), US-amerikanische Schauspielerin
- Marsha Moreau (* 1977), US-amerikanische Kinderdarstellerin
- Marsha Norman (* 1947), US-amerikanische Schriftstellerin und Drehbuchautorin
- Marsha Owusu Gyamfi (* 1978), deutsche Basketballspielerin
- Marsha Regis, haitianisch-kanadische Schauspielerin und Synchronsprecherin
- Marsha Thomason (* 1976), englische Schauspielerin
- Marsha Waggoner (* 1948), australische Pokerspielerin
- Marsha Warfield (* 1954), US-amerikanische Schauspielerin und Komikerin